# Sándor Szabó
Dans le nom hongrois Szabó Sándor, le nom de famille précède le prénom, mais cet article utilise l’ordre habituel en français Sándor Szabó, où le prénom précède le nom.
 (novembre 2017).
Si vous disposez d'ouvrages ou d'articles de référence ou si vous connaissez des sites web de qualité traitant du thème abordé ici, merci de compléter l'article en donnant les références utiles à sa vérifiabilité et en les liant à la section « Notes et références ».
Sándor Szabó, né le 29 octobre 1975 à Nyírbátor, est une personnalité politique hongroise, député à l'Assemblée hongroise (première circonscription de Csongrád), membre du groupe MSzP.